# Kinh tạng
Kinh tạng (chữ Hán: 经藏; tiếng Phạn: सूत्र पिटक, Sūtra Piṭaka, tiếng Pali: suttapiṭaka), còn được gọi là Tu-đa-la tạng (修多羅藏), là một trong ba bộ phận của Tam tạng, bộ phận quan trọng cốt yếu của kinh điển Phật giáo sơ kỳ. Hai phần khác của Tam tạng là Luật tạng và Luận tạng. Kinh tạng còn được gọi là 'Buddhavacana' hoặc lời nói của Đức Phật (Phật ngôn), chứa hơn 10.000 bài kinh (giáo pháp) do chính Đức Phật hoặc những đệ tử thân cận của Ngài giảng thuyết.